# Mecanica solidului
Mecanica solidului, cunoscută și sub denumirea de mecanica solidului deformabil, este ramura mecanicii mediilor continue, care studiază comportarea materialelor solide, în special deformarea lor sub acțiunea forțelor care li se aplică, a modificărilor temperaturii, modificărilor de fază și a altor agenți externi sau interni.
Mecanica solidului este fundamentală pentru ingineria civilă (construcții), ingineria mecanică, aerospațială, nucleară, biomedicală, geologie și pentru multe ramuri ale fizicii și chimiei, cum ar fi știința materialelor. Are aplicații specifice în multe alte domenii, cum ar fi înțelegerea anatomiei ființelor vii și proiectarea protezelor dentare și a implanturilor chirurgicale. Una dintre cele mai comune aplicații practice ale mecanicii solidului este teoria Euler–Bernoulli a barelor⁠(d). Mecanica solidelor folosește extensiv tensorii pentru a descrie tensiunile, deformațiile și relația dintre ele.
Mecanica solidelor este un subiect vast datorită gamei largi de materiale solide disponibile: oțel, lemn, beton, materiale biologice, textile, geologice și materiale plastice.

## Aspecte de bază
Un solid este un material care poate suporta o forță tăietoare substanțială pe o anumită durată în timpul unui proces sau acțiune naturală sau industrială. Spre deosebire de solide, care suportă atât forțe normale (care sunt perpendiculare pe planul în care acționează și determină tensiuni normale), cât și forțe tăietoare (care sunt coplanare cu planul în care acționează și determină tensiuni tangențiale), fluidele suportă doar tensiuni normale (date de presiune) și opun o rezistență relativ mică la tensiunile tangențiale.
Prin urmare, mecanica solidelor studiază atât tensiunile normale, cât și cele tangențiale, deformațiile și ruperile (cedările) materialelor și structurilor solide.
Cele mai frecvente subiecte abordate în mecanica solidului sunt:
1. stabilitatea structurilor – examinează dacă structurile pot reveni la un anumit echilibru după perturbări sau cedări parțiale/complete;
2. sisteme dinamice și haos – se ocupă cu sisteme mecanice foarte sensibile la poziția lor inițială dată;
3. termomecanica – analiza materialelor cu modele derivate din principiile termodinamicii;
4. biomecanica – mecanica solidelor aplicată materialelor biologice de exemplu oase, țesut cardiac;
5. geomecanica – mecanica solidelor aplicată materialelor geologice de exemplu gheață, pământ, stâncă;
6. vibrații ale solidelor și structurilor – examinarea vibrațiilor și a propagării undelor de la particule și structuri vibrante, aspecte vitale în inginerie mecanică, civilă, minieră, aerospațială, maritimă/marină;
7. mecanica ruperilor și deteriorărilor – se ocupă de mecanica creșterii fisurilor în materialele solide;
8. materiale compozite – mecanică solidelor aplicată materialelor formate din mai mult de un compus de exemplu materiale plastice armate⁠(d), beton armat, fibră de sticlă;
9. formulări variaționale și mecanică computațională – soluții numerice ale ecuațiilor matematice care decurg din diverse ramuri ale mecanicii solidelor de exemplu metoda elementelor finite (FEM);
10. mecanica experimentală - proiectarea și analiza metodelor experimentale pentru examinarea comportamentului materialelor și structurilor solide.

## Modele folosite
Un material are o formă în repaus, iar dacă apar tensiuni forma sa se îndepărtează de forma de repaus. Gradul de abatere de la forma de repaus se numește deformație, iar raportul dintre deformație și dimensiunea inițială se numește deformație specifică. Dacă solicitarea aplicată este suficient de mică (sau deformația impusă este suficient de mică), la aproape toate materialele solide deformația este direct proporțională cu tensiunea; raportul dintre tensiune și deformație se numește modul de elasticitate. Această regiune de deformare este cunoscută ca regiune liniar elastică.
Cel mai frecvent analiștii din mecanica solidelor folosesc modele de materiale liniare⁠(d), datorită ușurinței de calcul. Totuși, materialele reale prezintă adesea un comportament neliniar. Pe măsură ce apar materiale noi iar cele vechi sunt împinse spre limitele lor, modelele de materiale neliniare devin din ce în ce mai frecvente.
Modelele (ipotezele) de bază care descriu comportarea unui solid la aplicarea unei solicitări sunt:
1. Elasticitatea – Când o solicitare aplicată este îndepărtată, materialul revine la starea sa nedeformată. Materialele liniar elastice, cele care se deformează proporțional cu sarcina aplicată, pot fi descrise prin ecuațiile de elasticitate liniară precum legea lui Hooke.
2. Viscoelasticitatea⁠(d) – Acestea sunt materiale care se comportă elastic, dar au și amortizare: atunci când solicitarea este aplicată și îndepărtată, efectul de amortizare se manifestă sub formă de histerezis al curbei efort-deformare, iar o parte a lucrului mecanic de deformare se transformă în căldură. Ca urmare, răspunsul material este dependent de timp.
3. Plasticitatea⁠(d) – Materialele care se comportă elastic, în general o fac cât timp tensiunea aplicată este mai mică decât valoarea corespunzătoare curgerii. Când tensiunea este mai mare decât limita de curgere, materialul se comportă plastic și nu revine la starea anterioară. Adică, deformarea care apare după cedare este permanentă.
4. Viscoplasticitatea⁠(d) – Combină teoriile viscoelasticității și plasticității și se aplică materialelor precum geluri și noroi.
5. Termoelasticitatea – Există o legătură între efectele mecanice și cele termice. În general, termoelasticitatea se referă la solidele elastice în condiții care nu sunt nici izotermice, nici adiabatice. Cea mai simplă teorie se bazează pe legea lui Fourier a conducției căldurii, spre deosebire de teoriile avansate cu modele fizice mai realiste.